# Liparochrus hackeri
Liparochrus hackeri is een keversoort uit de familie Hybosoridae. De wetenschappelijke naam van de soort is voor het eerst geldig gepubliceerd in 1912 door Blackburn.